# Gato-leopardo
Prionailurus bengalensis, conhecido como gato-leopardo ou  leopardo-asiático, é um pequeno gato selvagem do Sudeste Asiático e Subcontinente Indiano. Há onze subespécies de gato-leopardo, classificadas por suas distribuições geográficas mais largas. O nome gato-leopardo é devido às manchas prevalentes em todas as subespécies, semelhantes às do leopardo, mas a relação dessa espécie com o leopardo é distante, dado que o leopardo pertence a um gênero diferente, Panthera.
Este felino é também conhecido como leopardo-asiático. Este nome provavelmente é resultado da tradução parcial do inglês de asian leopard cat, quando se acrescentou "asian" para não se confundir com o gênero Leopardus do qual a jaguatirica e outros felinos da América do Sul pertencem.[carece de fontes?] Note, porém, que esta espécie tampouco pertence ao gẽnero Leopardus, sendo um parente distante.

## Distribuição
Possui uma grande distribuição geográfica. Ele pode ser encontrado em florestas através da Indonésia, Filipinas, Bornéu, Malasia, Tailândia, Myanmar, Laos, Camboja, China e Taiwan. O felino também pode ser encontrado na Coreia, Índia e Paquistão. Seus habitats são variados, e incluem florestas tropicais, matagais, florestas de coníferas, bosques reflorestados, regiões semiáridas e áreas de agricultura, especialmente próximo de fontes de água; também podem ser encontrados em altitudes até 3000 m.

## Características físicas
Na média, o gato-leopardo é do tamanho de um gato doméstico, mas há variações regionais consideráveis: na Indonésia, o tamanho médio é de 45 cm, com uma cauda de 20 cm, enquanto a média no sul de Amur é de 60 cm de corpo e 40 cm de cauda. A altura do ombro é de cerca de 41 cm e o peso oscila entre 4,5 kg e 6,8 kg, valores similares aos do gato doméstico. A cor do pêlo também varia: é amarela nas populações mais ao sul, e cinza ou prateada nas populações do norte. O peito e a parte inferior da cabeça são brancos. A pelagem do gato-leopardo é pintada de preto, seja com manchas pontuais ou listras, dependendo da subespécie. Suas ninhadas têm de dois a quatro filhotes, e o período de gestação pode varia entre sessenta e setenta dias.

## Hábitat e comportamento
O gato-leopardo é um hábil escalador de árvores. Também consegue nadar, mas raramente o faz. É um gato de hábitos noturnos, e passa os dias em tocas, que podem ser árvores ocas, cavidades sobre raízes ou cavernas. Ele pode passar algum tempo fora das tocas em áreas onde não há humanos. O leopardo-asiático e solitário, exceto durante o período de acasalamento. Não há nenhum período fixo de acasalamento na parte sul de sua área de habitação; nos hábitats mais frios, a norte, tende a se acasalar entre março ou abril, quando o clima é ameno o suficiente para que filhotes recém-nascidos o suportem. Leopardos-asiáticos comumente formam um casal para a vida toda, e criam seus filhotes juntos por sete a dez meses. A maturidade completa é alcançada aos dezoito meses, mas, em cativeiro, o macho pode se tornar pronto para reprodução em sete meses, e a fêmea em dez.

## Reprodução e desenvolvimento

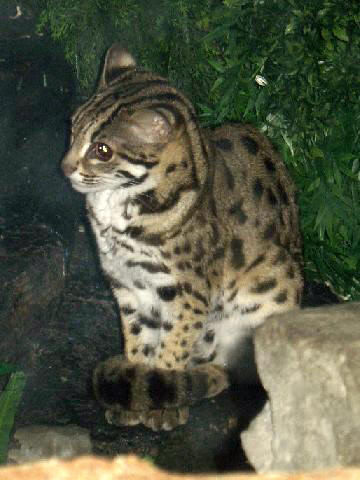
Um leopardo-asiático no Zoológico de Bronx

O estro dura de cinco a nove dias. Após um período de gestação de nove a dez semanas (60-70 dias), entre dois e quatro filhotes nascem na toca, onde permanecem até completar um mês de vida. Os gatinhos pesam entre 75 g e 130 g no nascimento e usualmente dobram seu peso até as duas semanas de vida; em cinco semanas, eles pesam quatro vezes mais que seu peso no nascimento. Os olhos se abrem em dez dias, e os filhotes começam a comer comida sólida em 23 dias. Na idade de quatro semanas, os caninos permanentes aparecem, coincidindo com o início do consumo de alimentos sólidos. Se os filhotes não sobreviverem, a mãe pode entrar no cio novamente e dar à luz uma nova ninhada.

## Dieta
gatos-leopardos são carnívoros e se alimentam de pequenas presas, como mamíferos, lagartos, anfíbios, pássaros e insetos. As subespécies nortistas também caçam lebres. A dieta é comumente suplementada com grama, ovos, aves de criação e de caça, e presas aquáticas.

## Conservação
Em Hong Kong, o gato-leopardo é uma espécie protegida pela Ordenação 170 de Proteção de Animais Selvagens. A população é composta por mais de 50 mil indivíduos e, embora esteja decaindo, o gato não é ameaçado.
O estado de conservação do gato-leopardo é listado como Apêndice II no CITES (espécies não necessariamente ameaçadas de extinção atualmente, mas que podem vir a ser tornar ameaçadas caso o comércio não seja rigidamente controlado) e pouco preocupante na Lista Vermelha da IUCN de espécies ameaçadas.

## Subespécies

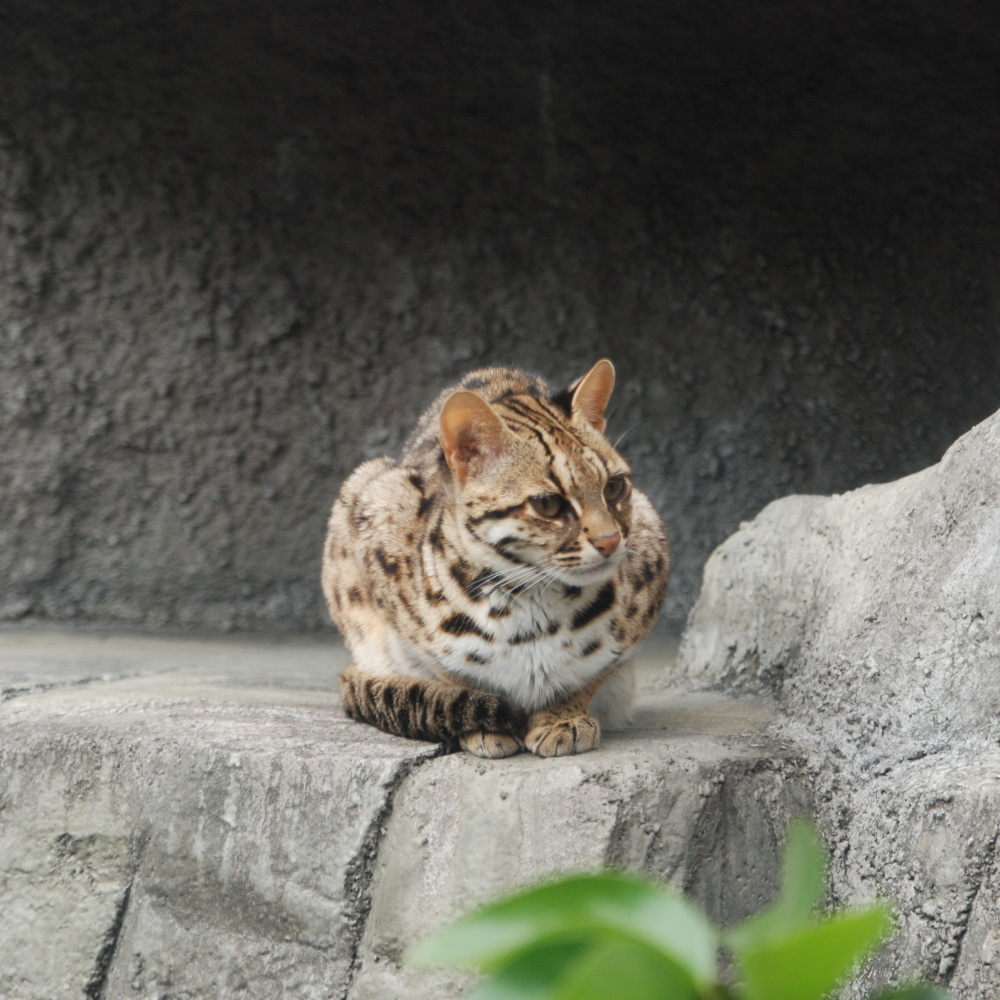
Um gato-leopardo

- Prionailurus bengalensis alleni, Ilha de Hainan (China)
- Prionailurus bengalensis bengalensis, Índia, Bangladesh, terras continentais do  Sudeste Asiático, Yunnan
- Prionailurus bengalensis borneoensis, Bornéu
- Prionailurus bengalensis chinensis, China, Taiwan, Filipinas
- Prionailurus bengalensis euptailurus, Sibéria oriental, Mongólia, Manchúria
- Prionailurus bengalensis heaneyi, Palawan, Filipinas
- Prionailurus bengalensis horsfieldi, Himalaia
- Prionailurus bengalensis javanensis, Java (há autores que classificam como P. javanensis javanensis)
- Prionailurus bengalensis rabori, Filipinas (Negros, Cebu, and Panay)
- Prionailurus bengalensis sumatranus, Sumatra (há autores que classificam como P. javanensis sumatranus)
- Prionailurus bengalensis trevelyani, Paquistão oriental

O gato-de-iriomote (P. iriomotensis) foi considerado uma subespécie do gato-leopardo. Ele vive exclusivamente na ilha de Iriomote, uma das Ilhas Yaeyama do arquipélago japonês.
O gato-de-tsushima vive exclusivamente no arquipélago de Tsushima, no Estreito da Coreia. Uma população do gato-de-tsushima, frágil, foi estimada entre 70 e 90 espécimes em 1997. Este felino foi inicialmente considerado uma espécie separada e, posteriormente, uma subespécie do leopardo-asiático; agora, é considerada uma variedade da subespécie manchuriana, P. b. euptailurus.
Análises moleculares recentes de populações de gatos-leopardos encontraram uma clara distinção entre as populações do norte (Tsuchima, Coreia, Sibéria, China e Taiwan) e do Sudeste Asiático. Se essas diferenças genéticas indicam uma disntição específica, P. b. euptailurus pode ser realmente uma espécie válida.

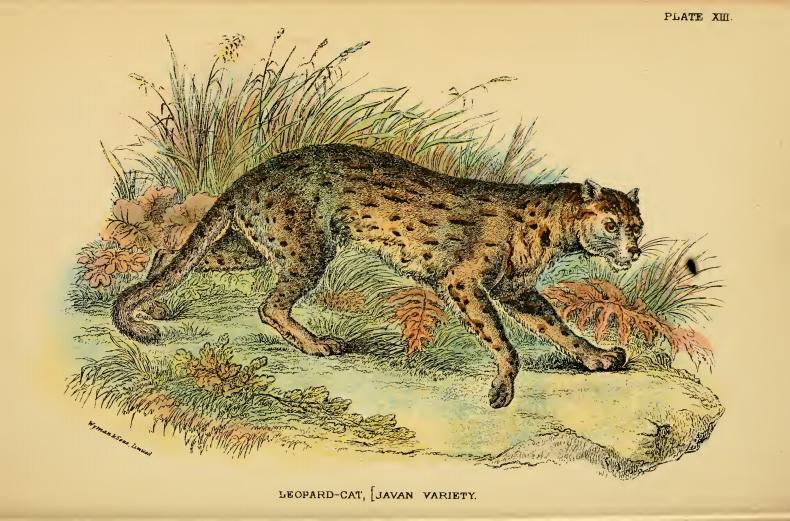
gato-leopardo (variedade javanesa) do "A hand-book to the Carnivora" de Richard Lydekker (1896)

## Gato-leopardos como animais de estimação
Gatos-leopardos são considerados os gatos selvagens asiáticos mais difíceis de domesticar. Ter um leopardo-asiático como animal de estimação é possível, embora uma licença seja requerida na maior parte dos lugares. Requisitos para as licenças variam de lugar para lugar.
A subespécie P. bengalensis bengalensis é frequentemente cruzada com gatos domésticos para produzir uma descendência híbrida conhecia como gato de Bengala. Esses híbritos podem ser adotados como animais de estimação sem a necessidade de licença. Para o criador de animais típico, um gato de Bengala adotado deve estar ao menos quatro gerações (F4) distante do gato-leopardo. Os chamados "gatos de fundação" das três primeiras gerações de cruzamento (F1-F3) são geralmente reservados para propósitos de acasalamento ou como animais de estimação em ambientes especializados.